# Tōzai-Linie (Tōkyō Metro)
| Tōzai-Linie              | Tōzai-Linie       |
| ------------------------ | ----------------- |
|                          |                   |
| Streckenlänge:           | 30,8 km           |
| Spurweite:               | 1067 mm (Kapspur) |
| Stromsystem:             | 1500 V =          |
| Streckengeschwindigkeit: | 100 km/h          |
|                          |                   |

Die Tōzai-Linie (jap. 東西線, dt. „Ost-West-Linie“) ist eine U-Bahn-Linie der Tōkyō Metro in der japanischen Hauptstadt Tokio. Sie ist 30,8 Kilometer lang und besitzt 23 Stationen. Die Strecke führt von der Station Nakano nach Nishi-Funabashi, welche in dem Vorort Funabashi liegt. Ihre Kennzeichnung im Streckenplan ist die T.
Die Spurweite beträgt 1067 mm wie bei den meisten Metrolinien in Tokio. Die Tōzai-Linie wird im Westen teilweise auf der JR Chūō-Hauptlinie nach Mitaka durchgebunden. Am östlichen Ende gibt es einen Übergang zur Toyo Rapid Railway und in der Hauptverkehrszeit zur Chūō-Sōbu-Linie. Mit ihrer relativ langen und geraden Strecke gehört die Tōzai-Linie zu den am stärksten ausgelasteten Linien der U-Bahn Tokio. In der Hauptverkehrszeit, zwischen 7:50 Uhr und 8:50 Uhr, benutzen doppelt so viele Menschen die Linie wie ursprünglich vorgesehen. Pro Tag werden 1,36 Millionen Fahrgäste befördert.
Das Fahrplangrundprogramm außerhalb der Stoßzeiten sieht drei Fahrten innerhalb von 15 Minuten vor. Eine dieser Fahrten fährt über Nishi-Funabashi hinaus nach Tōyō-Katsutadai auf der Tōyō-Kōsoku-Linie (Toyo Rapid Railway). Diese Fahrt fährt als Express zwischen Tōyōchō und Nishi-Funabashi mit einzigem Zwischenhalt in Urayasu. Die anderen beiden Fahrten halten an allen Bahnhöfen. Einer dieser Lokalzüge wird vom Expresszug in Kasai überholt. Dieser hat auch eine kurze Standzeit in Tōyōchō. Zwischen Nakano und Tōyōchō bieten diese drei Fahrten einen sauberen 5-Minuten-Takt an.

## Fahrzeuge
Auf der Tōzai-Linie verkehren 200 Meter lange Züge mit zehn Wagen. Jeder Wagen ist mit vier Türen pro Seite ausgestattet. Triebzüge von JR East und Toyo Rapid Railway werden wegen wechselseitigem Betrieb ebenfalls eingesetzt. Tokyo Metro setzt drei Baureihen auf der Tōzai-Linie ein, 30 Züge der Serie 05 oder 05N, 6 der Serie 07 und 16 der Serie 15000. Die Züge der Serie 15000 haben für einen schnellen Fahrgastwechsel breitere Türen.

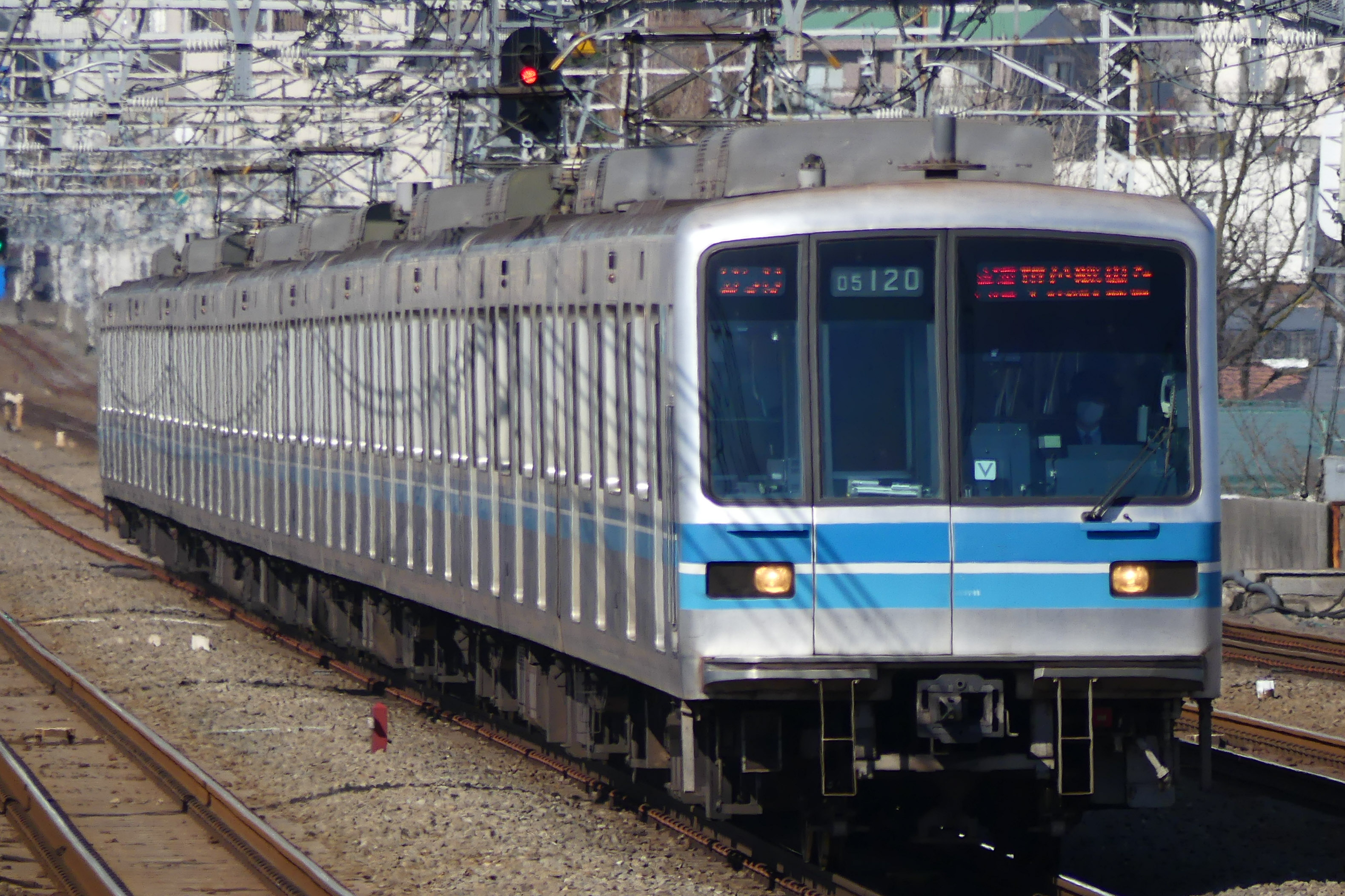
Tokyo Metro Serie 05
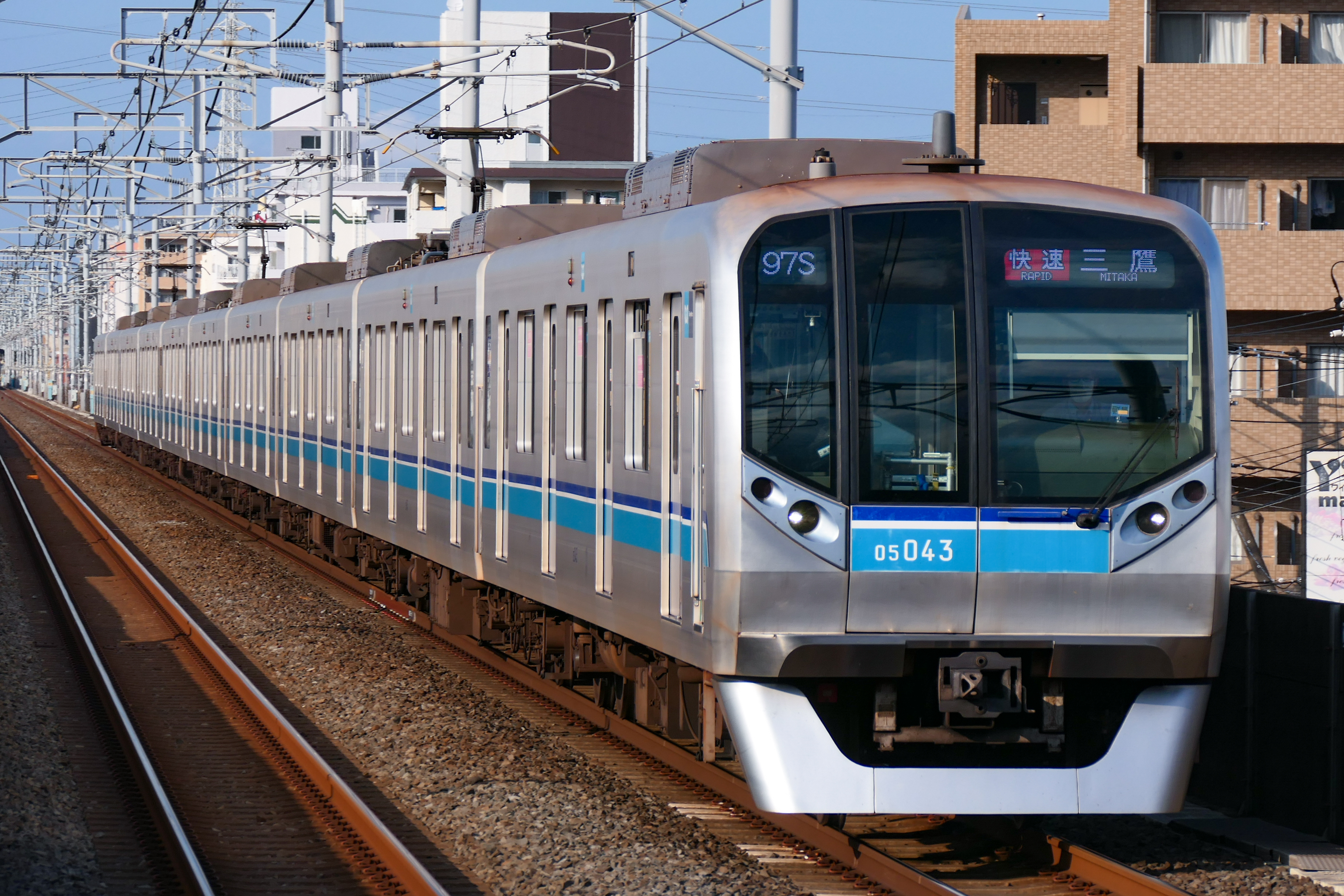
Tokyo Metro Serie 05N, modernisierte Triebzüge der Serie 05
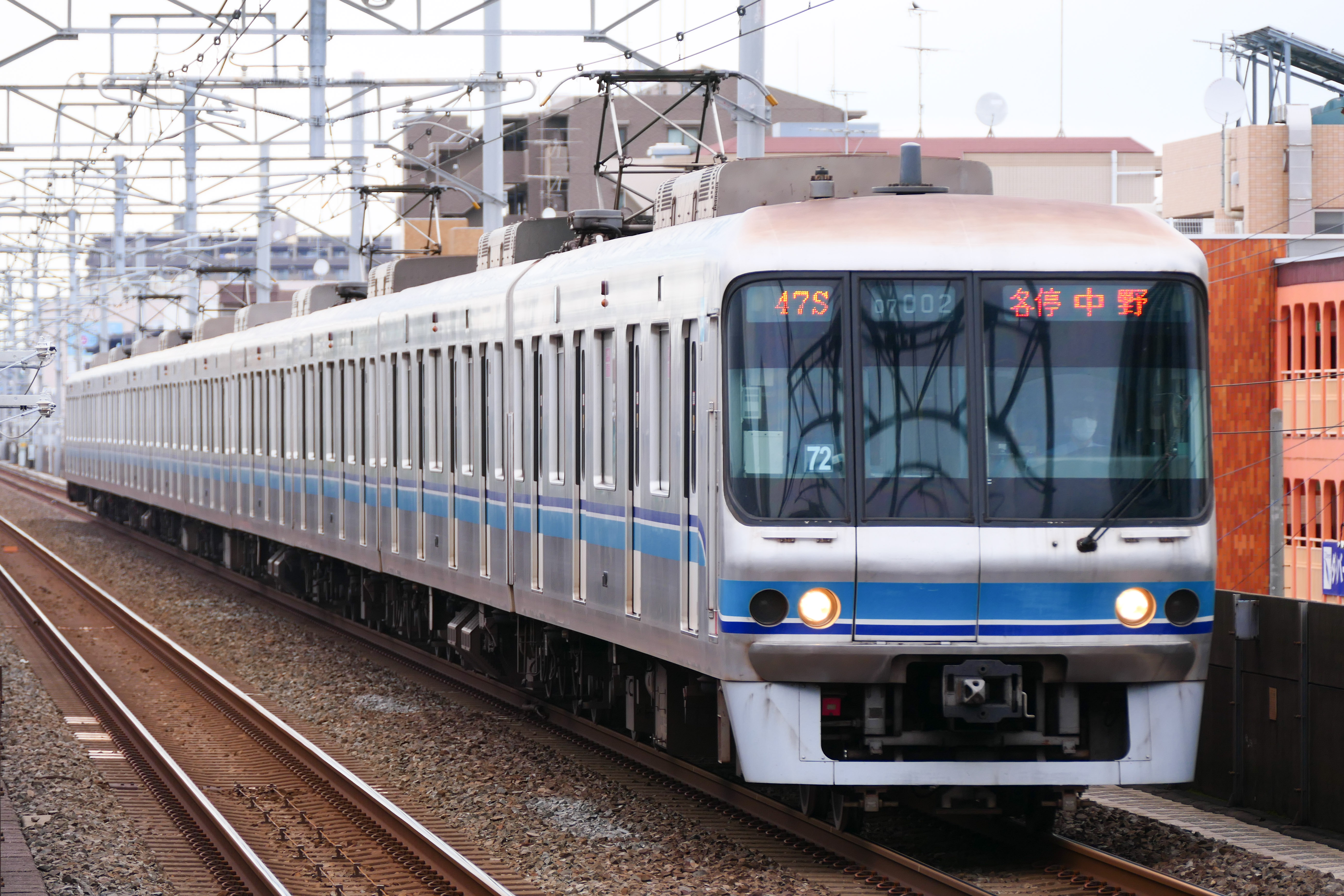
Tokyo Metro Serie 07
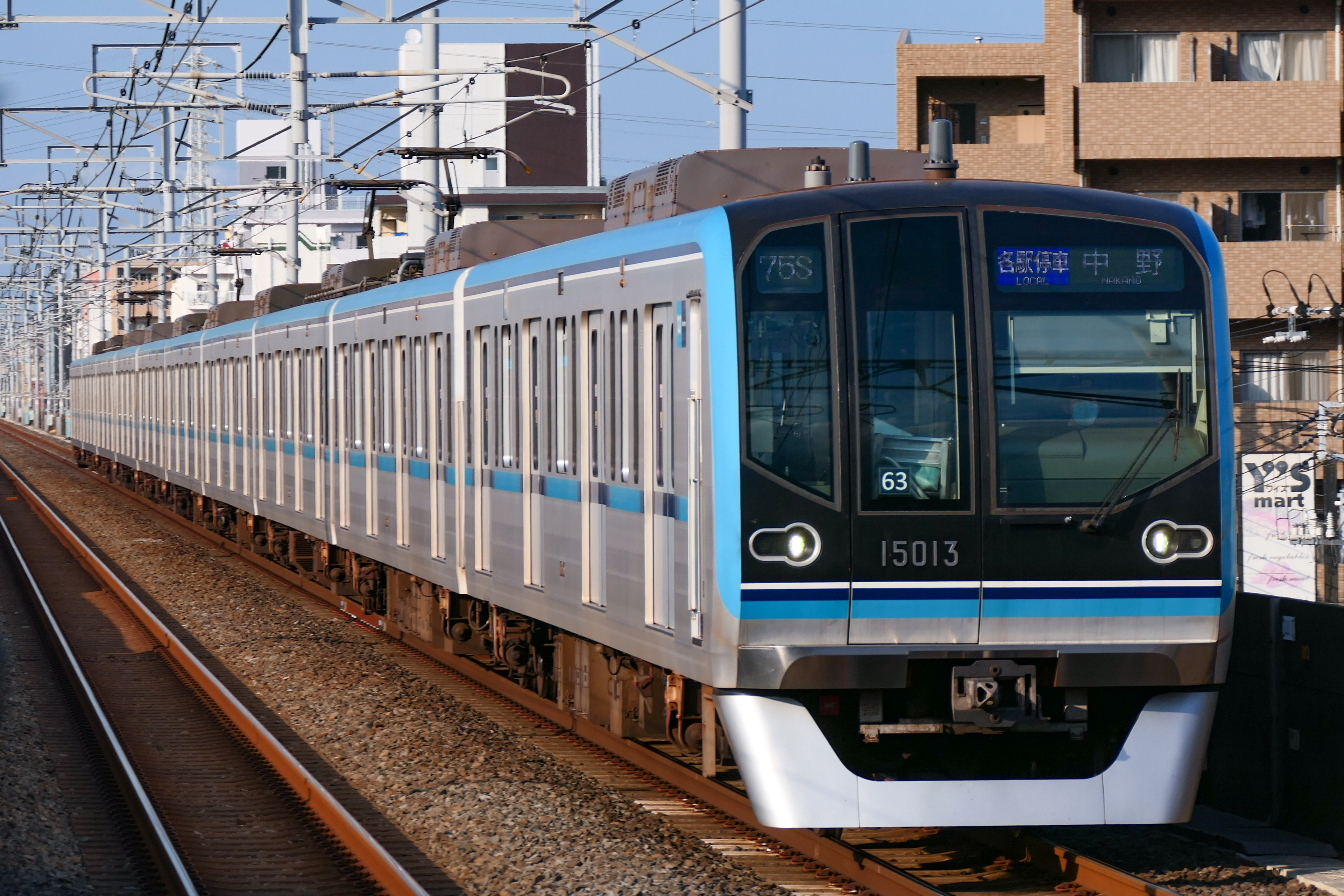
Tokyo Metro Serie 15000
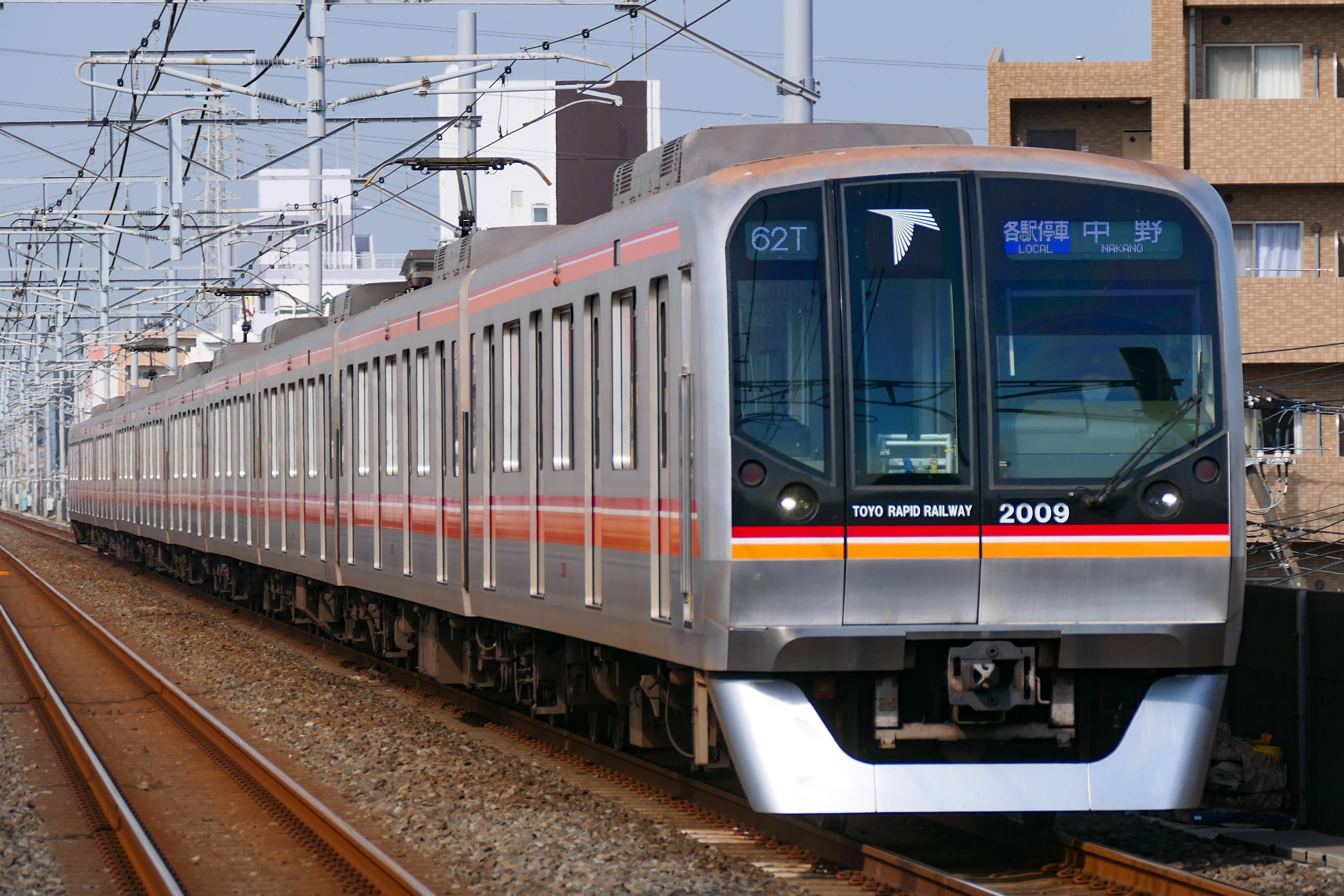
Toyo Rapid Serie 2000
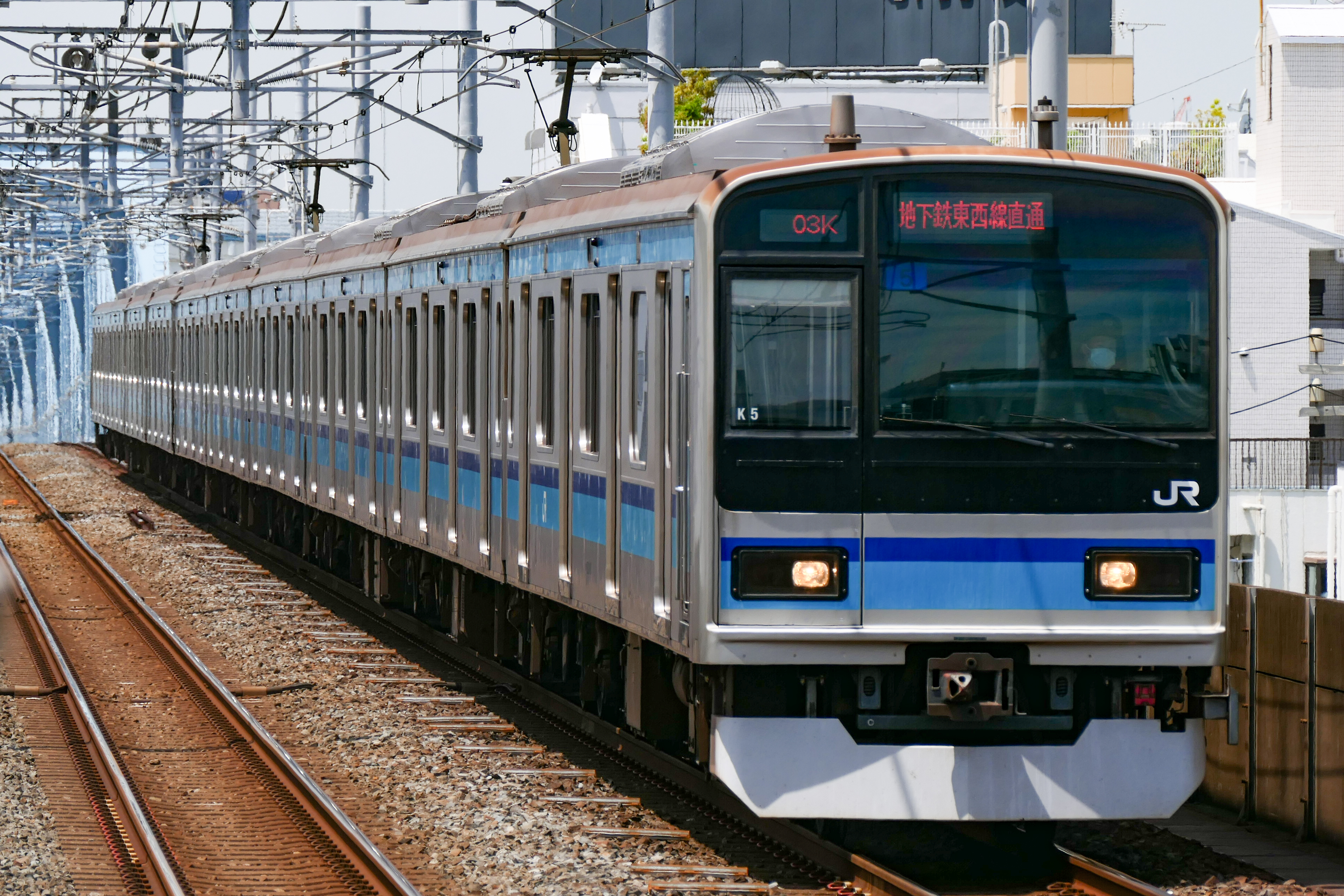
JR East E231-800

## Stationen
| Bahnhof               | Japanische Schreibweise | Umsteigemöglichkeiten | Distanz in km | Ort                |
| --------------------- | ----------------------- | --- | ------------- | ------------------ |
| T-01 Nakano           | 中野駅                  | Chūō-Hauptlinie | 0,0           | Nakano in Tokio    |
| T-02 Ochiai           | 落合駅                  | | 2,0           | Shinjuku in Tokio  |
| T-03 Takadanobaba     | 高田馬場駅              | JR Yamanote-Linie und Seibu Shinjuku-Linie | 3,9           | Shinjuku in Tokio  |
| T-04 Waseda           | 早稲田駅                | Toden-Arakawa-Linie (ca. 1 km Abstand) | 5,6           | Shinjuku in Tokio  |
| T-05 Kagurazaka       | 神楽坂駅                | | 6,8           | Shinjuku in Tokio  |
| T-06 Iidabashi        | 飯田橋駅                | - Tōkyō Metro - Yūrakuchō-Linie - Namboku-Linie - Toei: Ōedo-Linie - JR: Chūō-Sōbu-Linie | 8,0           | Shinjuku in Tokio  |
| T-07 Kudanshita       | 九段下駅                | - Tōkyō Metro: Hanzōmon-Linie - Toei: Shinjuku-Linie | 8,7           | Chiyoda in Tokio   |
| T-08 Takebashi        | 竹橋駅                  | | 9,7           | Chiyoda in Tokio   |
| T-09 Ōtemachi         | 大手町駅                | - Tōkyō Metro: - Marunouchi-Linie - Chiyoda-Linie - Hanzōmon-Linie - Toei: - Mita-Linie Im Bahnhof Tokio: - JR Central: Tōkaidō-Shinkansen - JR East - Tōhoku-, Jōetsu-, Hokuriku-Shinkansen - Yamanote-Linie - Keihin-Tōhoku-Linie - Tōkaidō-Hauptlinie - Yokosuka-Linie - Keiyō-Linie | 10,7          | Chiyoda in Tokio   |
| T-10 Nihombashi       | 日本橋駅                | - Tōkyō Metro: Ginza-Linie - Toei: Asakusa-Linie | 11,5          | Chūō in Tokio      |
| T-11 Kayabachō        | 茅場町駅                | Tōkyō Metro: Hibiya-Linie | 12,0          | Kōtō in Tokio      |
| T-12 Monzen-nakachō   | 門前仲町駅              | - Toei: Ōedo-Linie | 13,8          | Kōtō in Tokio      |
| T-13 Kiba             | 木場駅                  | | 14,9          | Kōtō in Tokio      |
| T-14 Tōyōchō          | 東陽町駅                | | 15,8          | Kōtō in Tokio      |
| T-15 Minami-Sunamachi | 南砂町駅                | | 17,0          | Kōtō in Tokio      |
| T-16 Nishi-Kasai      | 西葛西駅                | | 19,7          | Edogawa in Tokio   |
| T-17 Kasai            | 葛西駅                  | | 20,9          | Edogawa in Tokio   |
| T-18 Urayasu          | 浦安駅                  | | 22,8          | Urayasu in Chiba   |
| T-19 Minami-Gyōtoku   | 南行徳駅                | | 24,0          | Ichikawa in Chiba  |
| T-20 Gyōtoku          | 行徳駅                  | | 25,5          | Ichikawa in Chiba  |
| T-21 Myōden           | 妙典駅                  | | 26,8          | Ichikawa in Chiba  |
| T-22 Baraki-nakayama  | 原木中山駅              | | 28,9          | Funabashi in Chiba |
| T-23 Nishi-Funabashi  | 西船橋駅                | - JR East - Chūō-Sōbu-Linie - Musashino-Linie - Keiyō-Linie - Tōyō Kōsoku-Linie Im Bahnhof Keisei-Nishifuna: - Keisei-Hauptlinie | 30,8          | Funabashi in Chiba |

## Sonstiges
Jede Station hat ihre eigene Erkennungsmelodie. Zusammengenommen ergibt sich ein Lied. Verantwortlich hierfür ist der Musiker Minoru Mukaiya, der auch für weitere Stationen der Tōkyō Metro und der Japan Railways Jingles komponierte bzw. produzierte.